# Resident Evil (игра, 2002)
Resident Evil (с англ. — «Обитель зла», в Японии издавалась как biohazard) — ремейк одноимённой игры 1996 года в жанре survival horror, разработанный Capcom Production Studio 4 и изданный Capcom. Созданная в рамках эксклюзивного соглашения между Capcom и Nintendo, игра первоначально вышла в 2002 году только для Nintendo GameCube. В 2008 и 2009 году было выпущено издание для Wii под названием Resident Evil Archives: Resident Evil, включающее в себя возможность управления с помощью пульта Wii Remote. В январе 2015 года игра была выпущена для Microsoft Windows, PlayStation 3, PlayStation 4, Xbox 360 и Xbox One в виде HD-издания под названием Resident Evil HD Remaster. В 2019 году состоялся выпуск издания для Nintendo Switch.
По сравнению с оригинальной Resident Evil 1996 года, ремейк имеет современные визуальные эффекты, а также множество новых элементов геймплея, окружающей среды и сюжетных деталей. По словам руководителя разработки, Синдзи Миками, ремейк «на 70 % отличается от оригинала». Игра также известна под неофициальными названиями Resident Evil: Remake и Resident Evil: Rebirth (сокращённо REmake и REbirth соответственно).
Спустя несколько месяцев после выхода ремейка состоялся выпуск его сюжетного приквела — Resident Evil Zero.

## Игровой процесс
Игра отличается своей фотореалистичной средой. В игре представлены новая графика и отличный звук, а также представлены элементы игрового процесса из более поздних версий. Кроме того, представлен новый стиль бега, который также используется в Resident Evil Zero, а также несколько новых локаций были добавлены в игру (некоторые из них изначально были вырезаны из игры 1996 года в ходе её разработки, такие как «кладбище» и «путь в лес»).
Игровая механика в значительной степени схожа с оригинальной игрой, хотя большинство из загадок были изменены, а игрок может использовать новые возможности, чтобы освободиться от захвата врагом: играя за Джилл Валентайн, можно использовать электрошокер, а при игре за Криса Редфилда можно засунуть шумовые гранаты в рот зомби, чтобы потом взорвать их выстрелом из пистолета.

## Сюжет
В целом сюжет остается в значительной степени неизменным, показывая как члены американского специального подразделения попадают в особняк, который состоит из ловушек и наводнён зомби. Оригинальный игровые FMV сегменты были переделаны в CG. Сценарий был переписан, чтобы иметь более серьёзный тон и улучшенный перевод, в отличие от непрофессиональных диалогов и грубого перевода оригинала.
Кроме того, ремейк имеет много режимов игры, секреты, а также различные концовки, которых нет в оригинале. Игра также показывает сюжет Джорджа Тревора с участием Лизы Тревор, и такие как Уильям Биркин и Алексия Эшфорд, в предыстории игры.

### Персонажи
Отряд «Альфа»:
- Джилл Валентайн (англ. Jill Valentine) — главная героиня игры, мастер по взрывчатке.
- Крис Редфилд (англ. Chris Redfield) — главный герой игры, бывший пилот ВВС.
- Альберт Вескер (англ. Albert Wesker) — командир отряда «S.T.A.R.S».
- Барри Бёртон (англ. Barry Burton) — бывший спецназовец, специалист по оружию и товарищ Криса.
- Брэд Викерс (англ. Brad Vickers) — компьютерный эксперт, отвечающий за сбор информации. Пилот вертолёта.
- Джозеф Фрост (англ. Joseph Frost) — специалист по транспортным средствам.

Отряд «Браво»:
- Ребекка Чемберс (англ. Rebecca Chambers) — самый молодой член команды, медик.
- Энрико Марини (англ. Enrico Marini) — командир отряда «BRAVO».
- Форест Спейер (англ. Forest Speyer) — подрывник команды браво и специалист по транспорту.
- Кеннет Джей Салливан (англ. Kenneth J. Sullivan) — эксперт-химик.
- Ричард Эйкен (англ. Richard Aiken) — профессиональный связист.

## Переиздания

### Resident Evil Archives: Resident Evil
25 декабря 2008 года в Японии и 23—26 июня 2009 года в других странах была выпущена версия для Wii под названием Resident Evil Archives: Resident Evil. Как и в случае с её приквелом (Resident Evil Zero), игра претерпела минимальные изменения в процессе портирования с Nintendo GameCube.

### Resident Evil HD Remaster
Версия Resident Evil для Windows, PlayStation 4 и Xbox One вышла 20 января 2015 года под названием Resident Evil HD Remaster. Версии для PlayStation 3 и Xbox 360 вышли 27 ноября 2014 года в Японии и азиатском регионе.
Летом 2018 года, благодаря уязвимости в защите Steam Web API, стало известно, что точное количество пользователей сервиса Steam, которые играли в Resident Evil / biohazard HD Remaster хотя бы один раз, составляет 415 885 человек.

## Оценки
| Сводный рейтинг       | Сводный рейтинг | Сводный рейтинг | Сводный рейтинг | Сводный рейтинг |
| Издание               | Оценка          | Оценка          | Оценка          | Оценка          |
| Издание               | GC              | PC              | PS4             | Xbox One        |
| --------------------- | --------------- | --------------- | --------------- | --------------- |
| GameRankings          | 89,75 %         | 82,67 %         | 83,19 %         | 86,86 %         |
| Русскоязычные издания |                 |                 |                 |                 |
| Издание               | Оценка          | Оценка          | Оценка          | Оценка          |
| Издание               | GC              | PC              | PS4             | Xbox One        |
| «Страна игр»          | 8,5/10          | N/A             | N/A             | N/A             |